# IPhone 5c
iPhone 5c (ili iPhone 5C) je sedma generacija Appleovog mobilnog telefona serije iPhone. Predstavljen je 10. rujna 2013. godine, zajedno s iPhoneom 5s.

## Tehničke karakteristike
iPhone 5c je praktički iPhone 5, samo što je Apple promijenio kućište. Uz iste specifikacije, iPhone 5c ima više podržanih frekvencija za ultrabrzo internet povezivanje LTE. iPhone 5c dostupan je u raznim bojama (plava,crvena,žuta, zelena, i bijela)
Predstavio ga je Phill Schiller 2013. godine.

#### Masa i protežnosti
- Visina: 124,4 mm
- Širina: 59,2 mm
- Dubina: 8,97 mm
- Težina: 132 grama

#### Čip
- A6 čip

#### Mobilno i bežično povezivanje
- Model A1532 (GSM)
- Model A1532 (CDMA)
- Model A1456
- Model A1507
- Model A1529

#### Kamera
- 8 megapiksela  (3264 × 2448 piksela i omjer stranica 4:3)
- Full HD video 1080p
- ƒ/2.4 promjer objektiva
- Poklopac leće od kristala safira
- LED bljeskalica
- BSI senzor

#### FaceTime kamera
- Fotografije od 1,2 MP  (1280 x 960 piksela i omjer stranica 4:3)
- HD videosnimanje od 720p
- BSI senzor

#### SIM kartica
- Nano SIM
- iPhone 5c nije kompatibilan s postojećim mikro SIM karticama.

#### Jezici
- Jezična podrška

engleski (SAD), engleski (UK), kineski (pojednostavljeni), kineski (tradicionalni), francuski, njemački, talijanski, japanski, korejski, španjolski, arapski, katalonski, hrvatski, češki, danski, nizozemski, finski, grčki, hebrejski, mađarski, indonezijski, malajski, norveški, poljski, portugalski, portugalski (Brazil), rumunjski, ruski, slovački, švedski, tajlandski, turski, ukrajinski, vijetnamski

### Ugrađene aplikacije
- Kamera
- Foto
- Glazba
- Safari
- Karte
- Telefon
- FaceTime
- Poruke
- Mail
- Game Center
- Passbook
- iTunes Store
- AppStore
- Kontakti
- Kalendar
- Podsjetnici
- Bilješke
- Diktafon
- Sat
- Videozapisi
- Vrijeme
- Dionice
- Kalkulator
- Kiosk
- iBooks
- Kompas